# Air Inter Gabon
Air Inter Gabon était une compagnie aérienne gabonaise à lignes régulières et charter[réf. souhaitée], basée à Port-Gentil, qui a opéré de 1956 à 2001,. Son hub était l'aéroport international de Port-Gentil.